# Amazona barbadensis
Amazona barbadensis là một loài chim trong họ Psittacidae.

## Hình ảnh

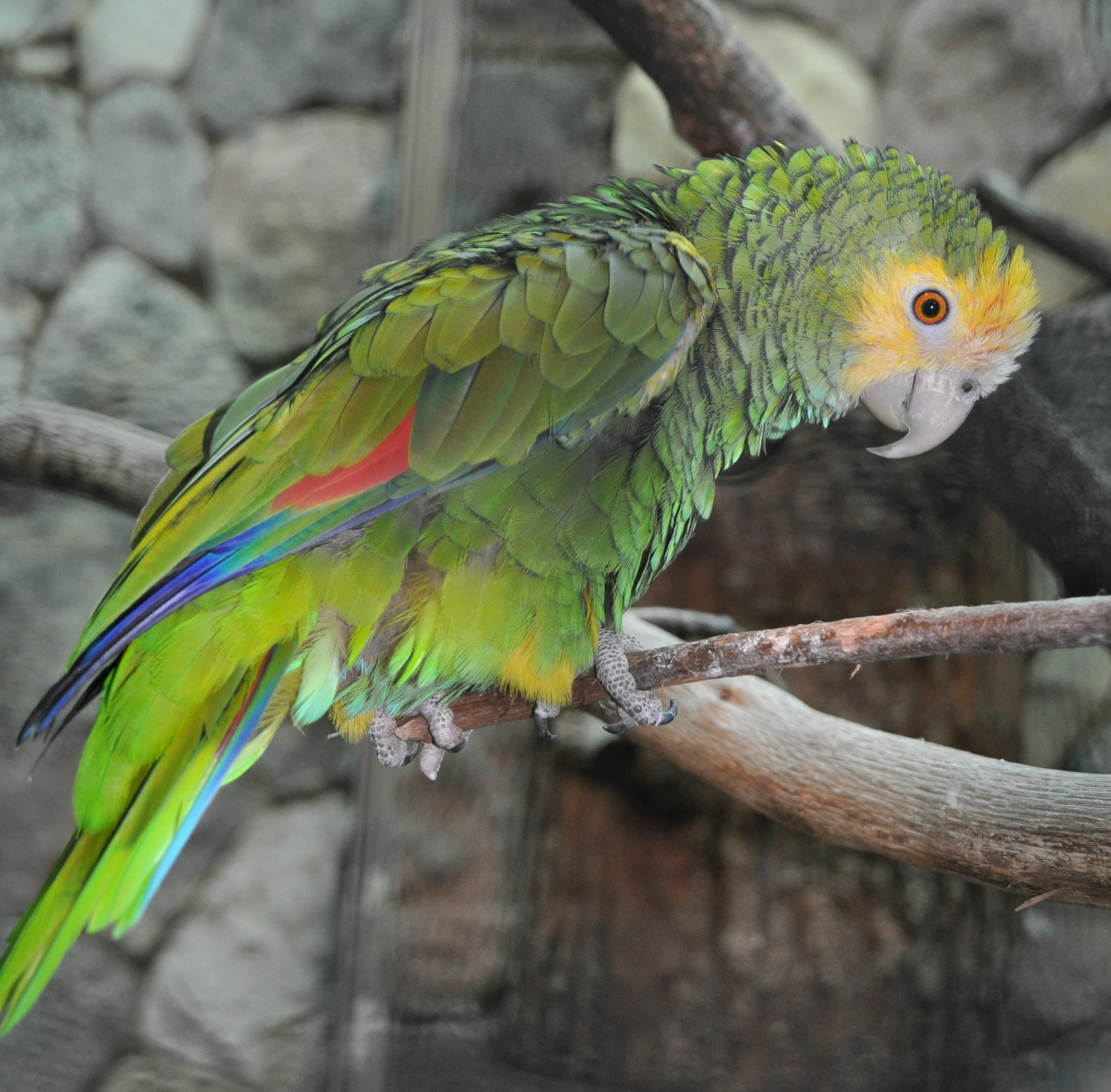
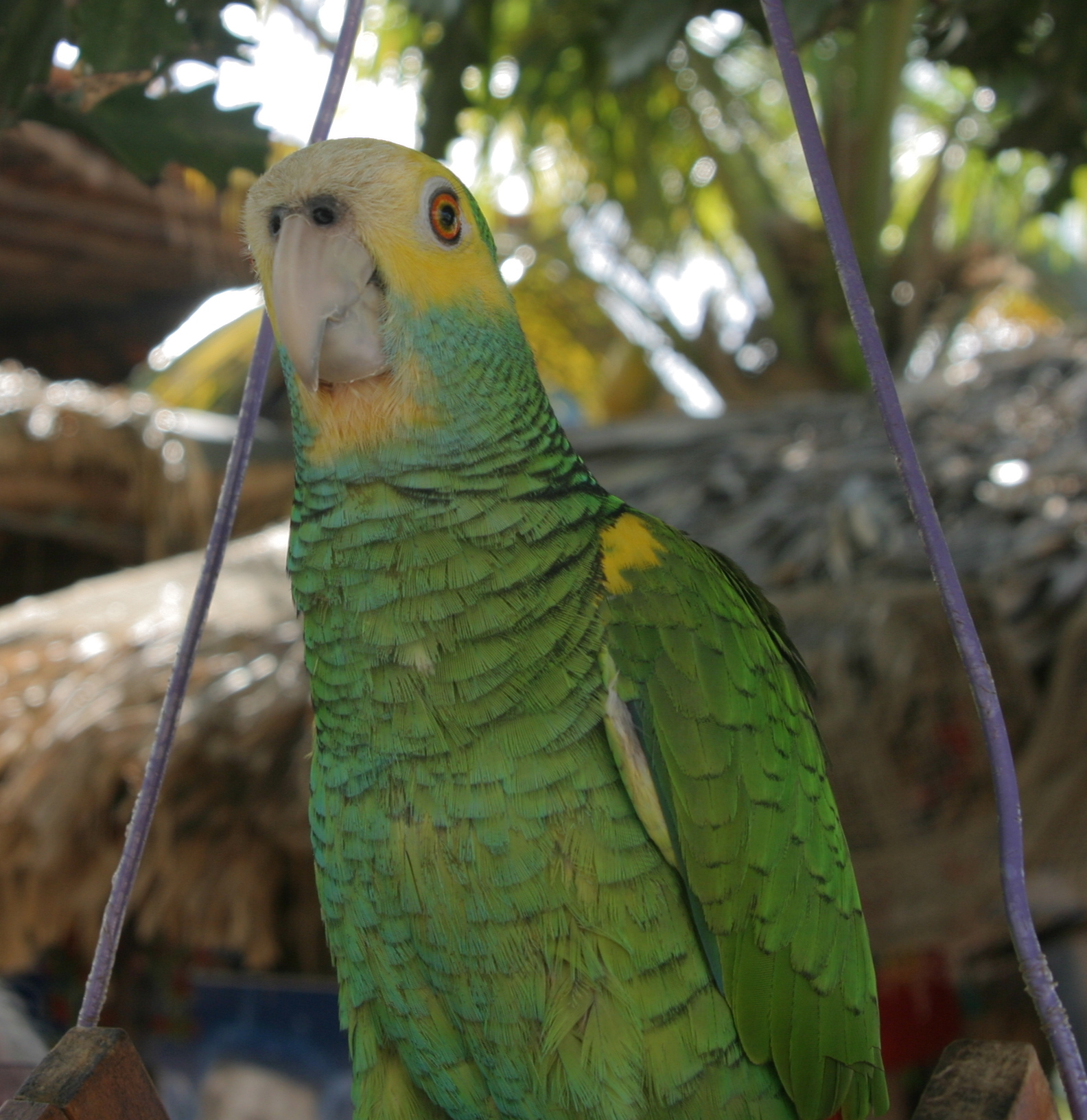
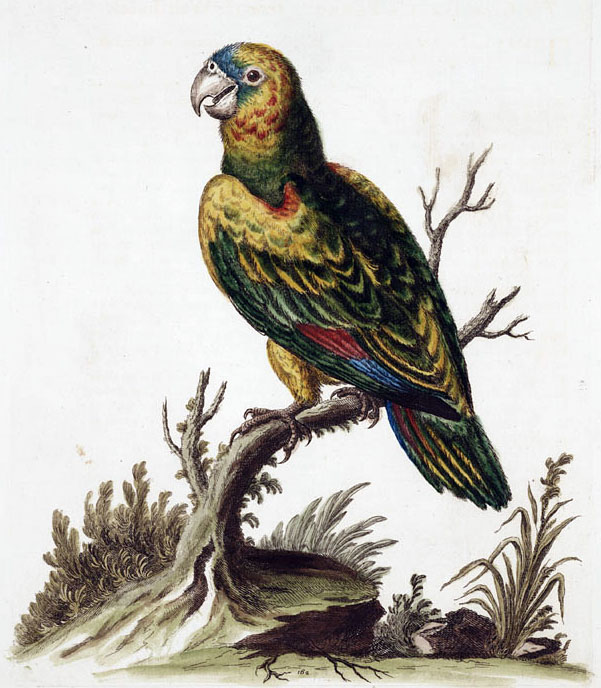
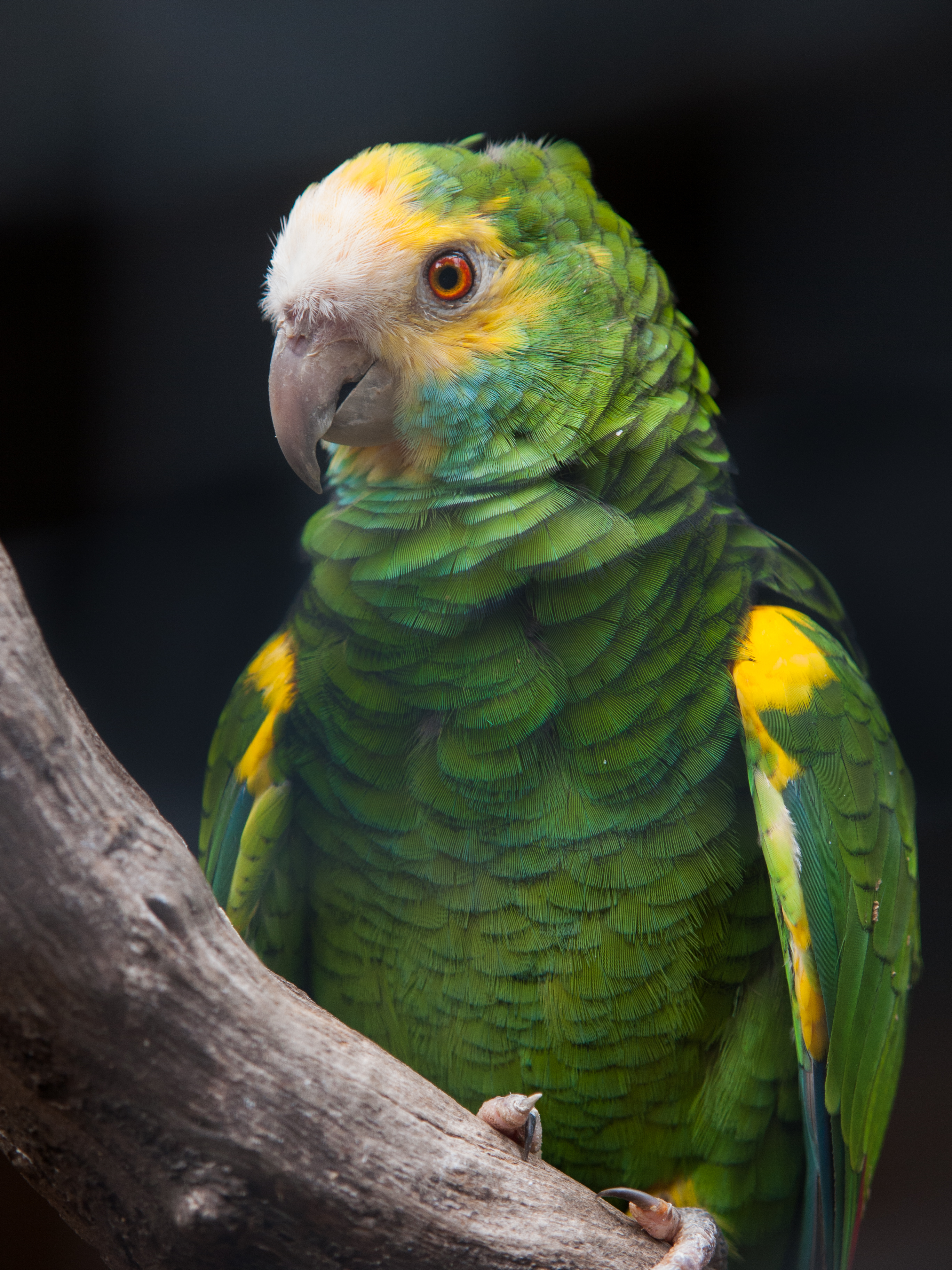
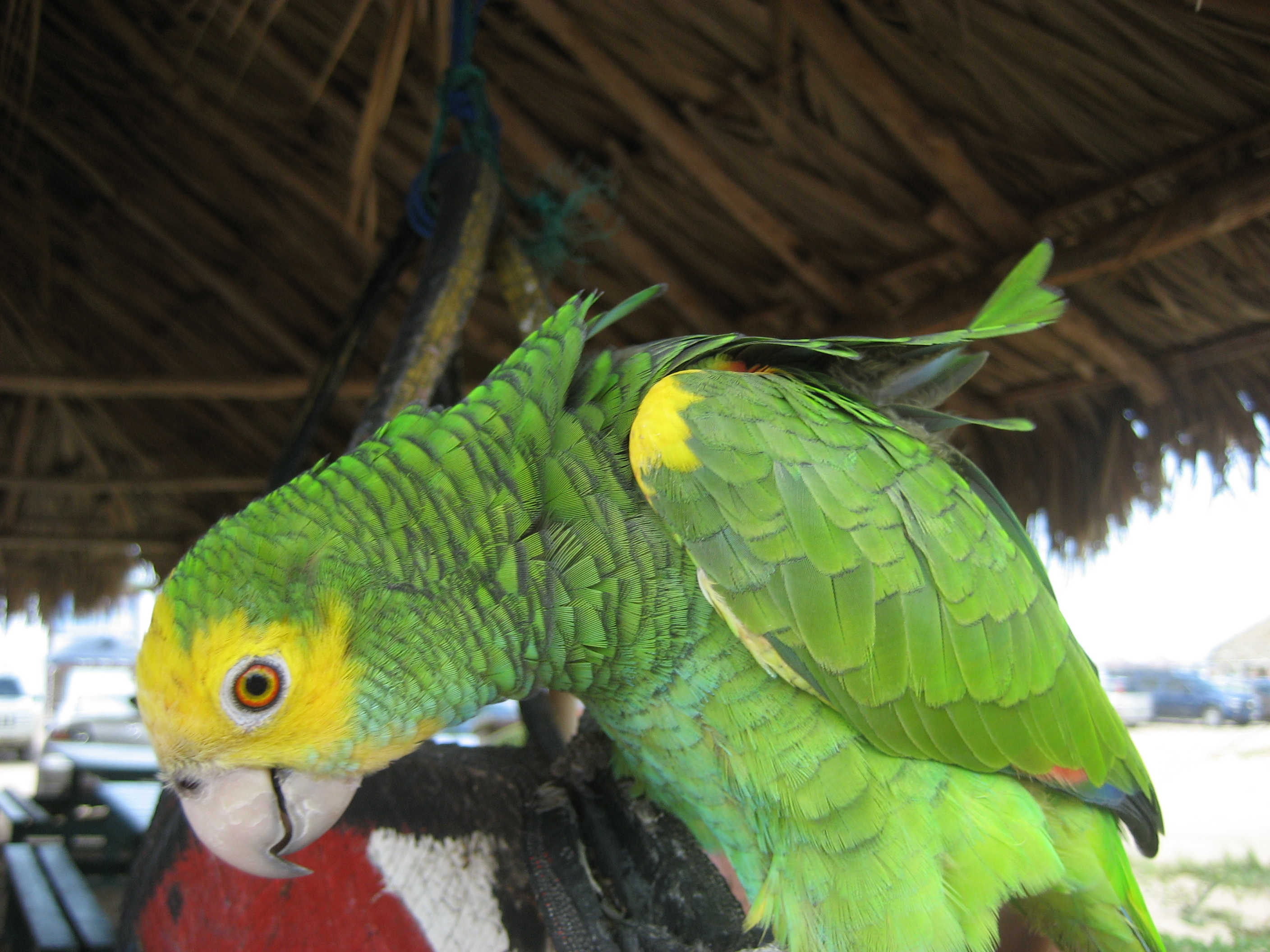